# Municipio de Aquila (Veracruz)
El municipio de Aquila es uno de los 212 municipios del estado mexicano de Veracruz, ubicado en la región las montañas del estado, con una extensión territorial apenas superior a los veinte kilómetros y una población cercana a los dos mil habitantes, es un municipio con alto grado de marginación y pobreza. Cuenta con una población de 51 hablantes de alguna lengua indígena, de las religiones profesadas, la inmensa mayoría de la población es Católica, y algunas minorías de otras religiones cristianas.

## Toponimia
El nombre del municipio proviene de los vocablos náhuatl Alt, que significa agua, y Kilitl o kil, que significa quelite, y La, que significa abundancia, por lo que se podría interpretar como donde abundan los quelites de agua.

## Geografía

### Ubicación
Limita al norte con Maltrata y Puebla, al sur con el municipio de Acultzingo, al este con el municipio de Acultzingo y Maltrata, al oeste con el estado de Puebla, correspondiente sus límites al municipio de Cañada Morelos y el municipio de Esperanza.

### Orografía
Ubicado en la Sierra Oriental de la Sierra Madre del Sur, con suelos aluviales del cuaternario, en sierras de cumbres tendidas sobre áreas anteriormente ocupadas por suelos vertisoles.

## Clima
El pequeño territorio municipal cuenta con tres tipos de clima que coexisten en el, con un templado subhúmedo con un 50.56% lluvias en verano, de menor humedad, con un 44.20% semiseco templado y con apenas un 5.24% templado subhúmedo con lluvias en verano, de humedad media.

## Historia
Originalmente una población totonaca que posteriormente se convirtió en olmeca, y como en casi toda Mesoamérica término en siendo territorio Azteca, para la época de la colonia, aquila era apenas un barrio que pertenecía al municipio de Maltrata, para 1802 debido a una petición hecha a la Corona española Aquila pasó a ser emancipado de Maltrata.

## Gobierno y administración
El gobierno del municipio está a cargo de su Ayuntamiento, que es electo mediante voto universal, directo y secreto para un periodo de tres años que no son renovables para el periodo inmediato posterior pero sí de forma no continua. Está integrado por el presidente municipal, un síndico único y un regidor, electo por mayoría relativa. Todos entran a ejercer su cargo el día 1 de enero del año siguiente a su elección.

### Subdivisión administrativa
Para su régimen interior, el municipio además de tener una cabecera y manzanas, se divide en rancherías y congregaciones, teniendo estas últimas como titulares a los subagentes y agentes municipales, que son electos mediante auscultación, consulta
ciudadana o voto secreto en procesos organizados por el Ayuntamiento.
En el municipio se cuenta con dos congregaciones Cumbres de Aquila y Atiopan ambas eligen sus comisarios ejidales por plebiscito.

### Representación legislativa
Para la elección de diputados locales al Congreso de Veracruz y de diputados federales al Congreso de la Unión, el municipio se encuentra integrado en el Distrito electoral local XVIII Zongolica con cabecera en la ciudad de Zongolica y el Distrito electoral federal XV Orizaba con cabecera en la ciudad de Orizaba.